# Barney Barton
Barney Barton è un personaggio dei fumetti statunitensi pubblicati da Marvel Comics. Creato da Roy Thomas e Gene Colan, è apparso per la prima volta in The Avengers n. 64 nel maggio 1969. È il fratello maggiore e uno degli avversari più importanti di Clint Barton / Occhio di Falco.

## Storia editoriale
Barney Barton appare per la prima volta in The Avengers n. 64, nel maggio 1969, creato da Roy Thomas e Gene Colan; in seguito, è comparso in altri titoli correlati a Occhio di Falco. A partire dalla serie limitata Hawkeye: Blindspot n. 1-4 del 2011, il personaggio assume i panni del supercriminale Trickshot.

## Biografia del personaggio
Barney Barton nacque a Waverly; è il fratello maggiore di Clint Barton. Fin da piccolo viene abusato con il fratello e la madre dal padre, un alcolizzato violento, finché entrambi i genitori non muoiono in un incidente stradale. I due fratelli vengono mandati in un orfanotrofio e ci rimangono per sei anni, prima di scappare e unirsi a un circo. Lo Spadaccino, membro del circo dotato di un grande talento nel tirare di scherma, sceglie Clint come suo nuovo assistente e Barney, sentendosi trascurato, diventa sempre più geloso e amareggiato verso il fratello. Successivamente, Clint viene ferito gravemente dallo Spadaccino dopo aver cercato di smascherare il suo piano di appropriazione indebita; Barney, invece di prendere sue difese di Clint, lo condanna per non essere rimasto fedele al suo mentore, dopodiché se ne va per arruolarsi nell'esercito, invitando il fratello a unirsi a lui. Il giorno della partenza, Clint si rifiuta di venire e Barney, addolorato, se ne va da solo, senza sapere che Clint ha cercato di raggiungerlo all'ultimo in quanto ha cambiato idea.
In seguito, Barney diventa un agente dell'FBI e il suo primo incarico consiste nel lavorare sotto copertura come guardia del corpo per il criminale Marko. Clint e il suo nuovo mentore Trickshot tentano di rapinare l'abitazione del criminale e Barney viene colpito da una freccia di Clint; quando quest'ultimo scopre quello che ha fatto, si rivolta contro Trickshot rifiutandosi di abbandonare il fratello, pertanto viene a sua volta ferito dall'uomo, che lo abbandona.
Nel suo successivo incarico sotto copertura, Barton deve fingere di essere un racket. Viene avvicinato da Testa d'Uovo, che gli offre un posto nella sua stazione spaziale a sfondo criminale in cambio di fondi. Barney rifiuta l'offerta e Testa d'Uovo (in realtà un robot inviato dal vero criminale) lo attacca, uccidendo le sue guardie del corpo. Barney è costretto a chiedere aiuto ai Vendicatori, nei cui ranghi c'è Clint sotto l'identità di Golia; durante la battaglia per fermare Testa d'Uovo nella sua stazione spaziale, Barney si sacrifica per distruggere una micidiale arma del criminale. Dopo il funerale, Clint riceve una lettera dall'agente dell'FBI Allan Scofield, nella quale lo informa della doppia vita di Barney e di come quest'ultimo fosse a conoscenza dell'identità supereroistica del fratello.
All'insaputa di Clint e dei Vendicatori, i corpo di Barney viene rubato da Testa d'Uovo, il quale si accorge che è ancora vivo e lo prende con sé per rimetterlo in salute. Successivamente, Testa d'Uovo rimane inavvertitamente ucciso da Occhio di Falco (nuova identità assunta da Clint) in una battaglia, pertanto Barney viene dimenticato a lungo in una camera di guarigione. Viene poi scoperto da Helmut Zemo; nutrendo un personale rancore contro Occhio di Falco, Zemo manipola Barney per spingerlo a rivoltarsi contro il fratello, diventando il suo nuovo "benefattore". I due reclutano anche Trickshot, l'ex mentore di Clint, così che possa addestrare Barney per farlo diventare abile nel tiro con l'arco quanto Occhio di Falco; al termine dell'addestramento, i due picchiano a morte Trickshot (già morente a causa di un cancro) e Barney lo lascia a morire nell'Avenger Tower come messaggio a Occhio di Falco. Io Mentre Clint indaga sulla morte del suo vecchio mentore, Clint cade in un'imboscata di Barney, il quale si proclama il nuovo Trickshot; Barney sottomette Clint e lo consegna al barone Zemo, che spinge i due fratelli a duellare fino alla morte. Occhio di Falco, pur essendo diventato cieco a causa di un precedente infortunio subito combattendo contro Ronin, riesce a sconfiggere il fratello. Zemo fugge, ma prima trasferisce i fondi di Barney sul conto di Clint, così da portare ulteriormente Barney a odiare il fratello. Mentre si trova in custodia, Barney accetta di sottoporsi a un trapianto di midollo osseo per salvare la vita a Clint, ma solo per avere la possibilità di combattere nuovamente contro di lui in futuro.
In seguito, Norman Osborn simula la morte di Barney in ospedale, per invitarlo di nascosto a unirsi alla sua seconda formazione degli Oscuri Vendicatori. Nonostante il successo iniziale della squadra, Barton viene sconfitto in uno scontro contro Mimo sottovalutando le sue capacità, senza sapere che di recente Mimo è stata potenziata da una formula ibrida del siero del super-soldato e della Infinity Formula. Dopo essere stato arrestato, a Barney e buona parte degli altri criminali viene offerta una riduzione della pena in cambio dell'adesione al programma dei Thunderbolts. Barney rimane nel gruppo finché i suoi membri non riescono a sfuggire ai loro superiori, portando allo scioglimento della squadra.
Qualche tempo dopo lo scioglimento del gruppo Barney, ridotto a un senzatetto, apparentemente si riconcilia con Clint e viene invitato a vivere nel suo appartamento.
In All-New All-Different Marvel, viene rivelato che Barney ha rubato i soldi di Clint e si è trasferito su un'isola privata per mettere su famiglia con Simone, una degli ex vicini di Clint; nonostante ciò, i due fratelli rimangono in buoni rapporti. Assiste Clint e Kate Bishop nel salvare dei bambini dai piani dell'HYDRA e dello SHIELD.

## Poteri e abilità
Barney Barton è un ex agente dell'FBI altamente qualificato, un abile tiratore scelto, un atleta eccezionale e un abile combattente corpo a corpo con riflessi incredibili. È stato anche addestrato da Buck Chisholm, lo stesso uomo che addestrò Clint Barton, per diventare un abile arciere. Come Trickshot, Barney usa una varietà di frecce affilate e truccate.

## Accoglienza
Il personaggio di Trickshot ha ricevuto un'accoglienza molto positiva nei fumetti; Brenton Stewart di CBR.com ha lodato la caratterizzazione di Trickshot e il suo rapporto di odio / amore con il fratello Occhio di Falco. Jordan Iacobucci di Screen Rant ha espresso il desiderio di vedere il personaggio apparire nel Marvel Cinematic Universe a causa della sua importanza nella storia di Occhio di Falco; specialmente dopo il rilascio della prima stagione di Hawkeye e con l'annuncio dello sviluppo di un film sui Thunderbolts, l'aggiunta di Trickshot è stata suggerita per "ravvivare" il personaggio di Clint Barton prima dell'uscita dal franchise dell'attore Jeremy Renner. A conferma di ciò, Barney è stato incluso nella lista di CBR.com dei "10 personaggi Marvel che speriamo di vedere nella Fase 4 dell'MCU" e in quella di Screen Rant  dei "10 Thunderbolts dei fumetti che dovrebbero entrare a far parte del team MCU".
Screen Rant ha incluso Barney Barton nella lista delle "10 migliori relazioni di Occhio di Falco nei fumetti Marvel", mentre CBR.com lo ha classificato al secondo posto nella lista "Marvel: 10 personaggi creati dal Barone Zemo nei fumetti", e al quarto posto della lista "Marvel: i 15 migliori avversari di Occhio di Falco".